# Émile Hanse
Émile Jean Ghislain Hanse (Namur, 10 agosto 1892 – Uccle, 5 aprile 1981) è stato un calciatore belga, di ruolo centrocampista.

## Carriera
Ha segnato 23 reti in 259 partite nella prima divisione belga.

## Palmarès

### Club
- Campionato belga: 3

Union St. Gilloise: 1909-1910, 1912-1913, 1922-1923
- Coppa del Belgio: 2

Union St. Gilloise: 1912-1913, 1913-1914

### Nazionale
- Oro olimpico: 1

Anversa 1920